# 3e inspection de l'armée (Empire allemand)

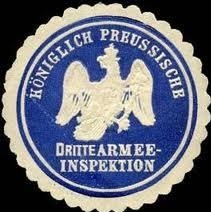
Sigle

La 3e inspection de l'armée est une inspection de l'armée de l'Empire allemand.

## Statut en 1889
- Inspecteur général : général d'infanterie, grand-duc Louis IV de Hesse
- Siège social : Darmstadt
- Unités subordonnées :
  - 7e corps d'armée
  - 8e corps d'armée
  - 9e corps d'armée

## Statut en 1906
- Inspecteur général : général d'infanterie Oskar von Lindequist
- Siège social : Hanovre
- Unités subordonnées :
  - 7e corps d'armée
  - 8e corps d'armée
  - 9e corps d'armée
  - 18e corps d'armée
  - 13e corps d'armée

## Statut en 1914
- Inspecteur général : Generaloberst Karl von Bülow
- Siège social : Hanovre
- Unités subordonnées :
  - 7e corps d'armée à Münster
  - 9e corps d'armée à Altona
  - 10e corps d'armée à Hanovre